# Château de la Voltais
Le château de la Voltais est un édifice situé à Monteneuf en France.

## Localisation
Le château est situé sur le territoire de la commune de Monteneuf, au lieu-dit la Voltais, dans le département du Morbihan en région Bretagne.

## Description
Le château date du XVIIIe siècle. Édifice de plan symétrique à un étage carré, élévation ordonnancée, construit en moellons de schiste. Toiture à longs pans brisés recouverte d'ardoises, flèche polygonale, flèche carrée, croupe, pignon couvert. Escalier intérieur dans-œuvre : escalier tournant à retours avec jour.

## Historique
Le logis porte la date de 1737 et les armes des Prévost. Dépendances abritant les cuisines contemporaines du logis. La chapelle et les écuries sont postérieures au cadastre de 1847.
Le château est inscrit à l'inventaire général du patrimoine culturel en 1977.